# هلی ایر
هلی ایر (به انگلیسی: Heli Air) یک شرکت بالگرد در بریتانیا است که در تاریخ ۱۹۸۵ میلادی تأسیس شده است.